# Карське царство
40°36′25″ пн. ш. 43°05′35″ сх. д. / 40.606944444444° пн. ш. 43.093055555556° сх. д.
Карське царство, Ванандське царство — вірменська феодальна держава в області Вананд зі столицею в місті Карс на захід від Анійського царства, існувала у 963–1064 роках.

## Історія
Карське царство виділилось із Анійського царства  вірменських Багратідів після проголошення 961 року столицею держави міста Ані. Карські царі династії Багратуні перебували у васальній залежності від анійських царів.
За правління Мушела (царював у 963—984 роках) Карське царство відігравало роль передового форпосту Анійського царства в боротьбі з Візантією. 977 року було здійснено спробу захопили Ані, втім невдало. Також невдалося захопити Парисоське царство. 
Найбільшої могутності досягло за царювання Абаса (984—1029). Було укладено союз з  Тао-Кларджеті та Двінським еміратом. У 996 і 998 роках ззанав поразок від Раввадідів. 1008 року визнав зверхність Візантійської імперії, що забезпечило спокій на кордонах. Протягом нступних 20 років відбувається економічний та культурний розвиток.

Карське царство за часів Гагіка

Після вторгнення до Закавказзя турків-сельджуків цар Гагік (правив у 1029—1065 роках) намагався зберігати нейтралітет. У 1045 році після захоплення Анійського царства Візантійською імперією, опинився майже з усіх боків оточений візантійською територією. Але зумів отримати титул азгапета (голови роду Багратуні) та шахіншаха (царя царів). У 1054 році зумів завдати поразки сельджукам у битві при Карсі. Але невдовзі визнав зверхність Сельджуцької імперії. 1065 року поступився своїм царством Візантії в обмін на Цамендан, Ларису, Амасію, Комману. 

## Територія
Основою плато Вананд, значна частина гавару Єрасхадор (історичного регіона Айрарат), західна частина Шираку з Карсом. Його оточували Айкаканпар на півдні, Месхетський і Тріалетський гірські хребти на півночі, річка Ахурян на сході та Тайк на заході. Загальна площа становила 10 тис. км². 

## Устрій
Цар мав абсолютну владу, спирався на власну раду (дур), де провідні посади обіймали ішханац ішхан (князь князів), спарапет і марзпан. Не було чіткої адміністративної системи. Управління здійснювалося через мережу феодальних володінь. Царство включало різні феодальні землі, керовані ішханами (князями), меліками (правителями невеликих областей) та іншими феодалами (азатами).

## Економіка
Царство було важливим центром вирощування злакових, розвивалися садівництво й виноробство. Клімат м'який, сприяв розвитку сільського господарства. Долина Араксу з її м'яким і теплим кліматом надавала можливість для розвиненого садівництва та пов'язаного з ним виноробства і фруктових садів. Альпійські луки водозбору Кармір Порак та вулканічний масив Арджо-Аріч надавали можливість для розвитку скотарства. Сусідня Єрасхинська ущелина поблизу Кагзвану з м'яким кліматом був гарним місцем зимівлі для худоби.
Розроблялися мідні, сріблі, свинцеві, та залізні копальні (головним чином в горах Кетчун), добувалася сіль, що давали значний зиск царській скарбниці. Ліси гір Соанле (Мецрат) були джерелом для будівельних матеріалів.
Суворі заходи й дії забезпечили спокій на шляхах знищенням розбійників. Столиця Карс перетворилася на важливий центр посередницької торгівлі, його населення зросло до 50 тис. осіб. 

## Культура

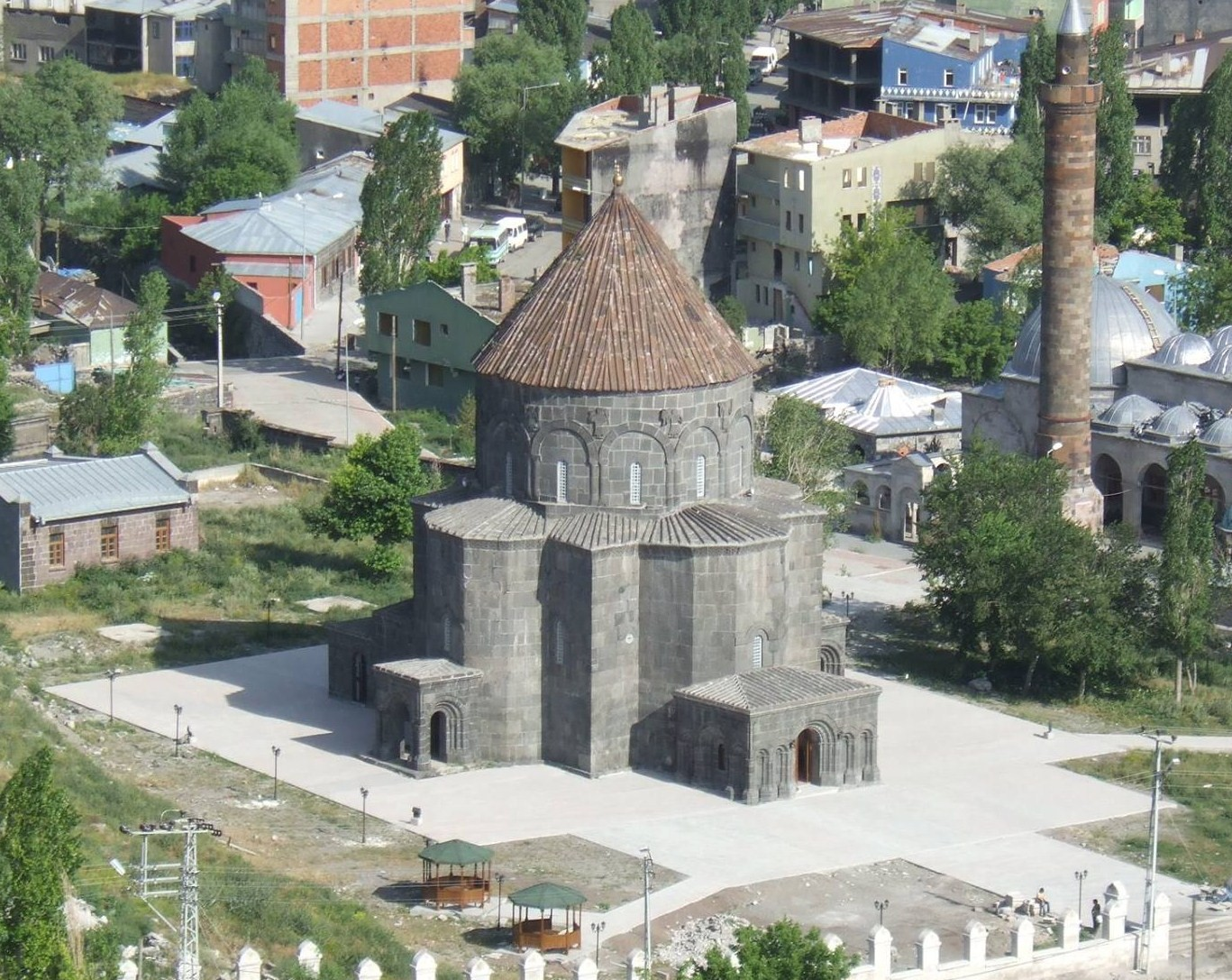
Церква Св.Апостолів у Карсі

У першій половині XI ст. відбувається розбудова міст, зведення фортець Мжнкерт, Авнікберд, Хавчич, Царакар, Шатік, монастирів та церков (зокрема Церква св. Апостолів у м.Карс). 1030 року було засновано богославську школу у Карсі.